# Канонерські човни типу «Ахерон»
Канонерські човни типу «Ахерон» — броньовані канонерські човни ВМС Франції, які були побудовані у період з 1883 по 1892 рік.

## Кораблі типу
Achéron (1888), виключений зі складу флоту 1913.
Cocyte (1890), виключений зі складу флоту 1911.
Phlégéton (1892), виключений зі складу флоту 1910.
Styx (1890), виключений зі складу флоту 1919.

## Концепт та конструкція
Канонерські човни типу «Ахерон» побудовані арсеналом Шербуру, були відносно невеликими (нормальна водотонажність перших двох 1690 тон, другої пари 1767 тон), але сильно броньованими (200 мм броні компаунд, 50 — броньова палуба) та потужно озброєними кораблями. Основним озброєнням була розміщена у башті гармата 274/29 M1881 (перші цифри — калібр у міліметрах). В якості допоміжного озброєння перша пара кораблів несла кілька 100-міліметрових гармат, друга — по одній 139-міліметровій гарматі. Всі кораблі несли кілька 47 і 37 міліметрових скорострільних гармат.
Кораблі нагадували і мали концепцію бойового застосування моніторів, проте у порівнянні з більш ранніми французькими кораблями відповідного класу, мали більш високий борт. Фактично це був зменшений варіант броненосця берегової оборони, побудований у рамках французької військово-морської стратегічної концепції Jeune École («Молодша школа»), яка передбачала захист власних узбереж від основних кораблів противника значно меншими і дешевшими бойовими одиницями.